# Kanton Cunlhat
Kanton Cunlhat (fr. Canton de Cunlhat) je francouzský kanton v departementu Puy-de-Dôme v regionu Auvergne. Tvoří ho čtyři obce.

## Obce kantonu
- Auzelles
- Brousse
- La Chapelle-Agnon
- Cunlhat